# Заборовский, Константин Васильевич
Заборовский Константин Васильевич (1919, Велиж, Витебская губерния — 8 ноября 1943, Фастов) — советский танкист. Герой Советского Союза (10 января 1944 года, посмертно).

## Биография
Родился в семье рабочего. Русский. Окончил неполную среднюю школу, затем работал на камнеподъёмном кране. Прибавив себе два года по возрасту, уехал учиться на электромонтера в Духовщину. В Рославле окончил курсы шофёров и работал шофёром в Велижском леспромхозе. В 1938 году призван в армию. Служил в танковых войсках.
Начал войну на Юго-Западном фронте.
В 1943 году окончил Харьковское танковое училище (эвакуировано в город Чирчик). Затем окончил — Ташкентское высшее танковое командное ордена Ленина училище.
Участвовал в Курской битве. Экипаж танка Константина Заборовского уничтожил в одном бою вражеское противотанковое орудие, подбил тяжёлый танк, но и его танк был подбит (погибли механик-водитель и радист). Машина стала неуправляемой и вылетела в овраг. Свыше двадцати часов оставшиеся танкисты, заживо погребённые в танке, боролись за жизнь. В штабе части уже было заготовлено извещение о гибели, но через два дня командир танка Константин Заборовский и наводчик Сидоров вернулись в бригаду.
В составе 91-й отдельной танковой бригады участвовал в освобождении левобережной Украины, форсировал Днепр, воевал на Лютежском плацдарме. Отличился в бою за освобождение города Фастова.
В начале ноября 1943 года основные силы бригады осуществили глубокий 60-километровый марш в обход города. На рассвете 7 ноября танки с пехотой на броне внезапно ворвались в город с севера. Танкисты нанесли удар по вокзалу и по эшелонам, готовым к отправлению. Танк под командованием Константина Заборовского на одной из улиц врезался в отходящую колонну врага. Танкисты уничтожили 15 автомашин, 20 повозок, 10 пулемётных точек и около сотни гитлеровцев. Затем они на своём танке первыми ворвались на железнодорожную станцию и, перестреляв несколько десятков фашистов, захватили 4 воинских эшелона, 4 паровоза, 2 склада с продовольствием и элеватор с зерном. Не задерживаясь, танкисты помчались по улицам города и с ходу проскочили мост через реку Унаву. Охрана не успела ни взорвать его, ни оказать сопротивление.
Оказавшись на другом берегу реки, принял решение охранять мост до подхода советских частей. Танкисты приняли неравный бой. Непрерывно меняя позицию и вовремя уклоняясь от прямых попаданий снарядов, продолжали отбивать атаки врага. За его танком охотилось несколько батарей. К мосту подошли подразделения советских войск и помогли танкистам окончательно отбросить противника. В последние минуты боя тяжёлый снаряд ударил в борт танка и сорвал башню. Лейтенант Константин Заборовский был тяжело ранен. Механик-водитель сержант Фёдор Куцый вынес из боя командира, но рана оказалась смертельной. На следующий день скончался.
Похоронен в городе Фастов.
Указом Президиума Верховного Совета СССР «О присвоении звания Героя Советского Союза генералам, офицерскому, сержантскому и рядовому составу Красной Армии» от 10 января 1944 года за «образцовое выполнение боевых заданий командования на фронте борьбы с немецко-фашистскими захватчиками и проявленные при этом отвагу и геройство» был удостоен посмертно звания Героя Советского Союза.

## Награды
- Медаль «Золотая Звезда» (№ 7020);
- Орден Ленина.

## Память
- Именем К. В. Заборовского названы улицы в городах Велиж и Фастов.
- В Велиже на здании школы, где он учился, и в парке Фастова установлены мемориальные доски.
- ООШ № 3 города Фастова носит имя Константина Васильевича Заборовского. В его честь написан и гимн данной школы.
- Е. Носков написал о нём документальную повесть «Парень из Велижа» (Издательство ДОСААФ СССР, 1976 г.).